# Edmund Goulding
Edmund Goulding (Feltham,  20 de março de 1891 - Los Angeles, 24 de dezembro de 1959) foi um roteirista e diretor de cinema britânico. Como ator, no início de sua carreira, foi um dos 'Fantasmas' no filme mudo de 1922, Three Live Ghosts, ao lado de Norman Kerry e Cyril Chadwick. Também no início dos anos 20, ele escreveu vários roteiros para a estrela Mae Murray para filmes dirigidos por seu então marido, Robert Z. Leonard. Goulding é mais lembrado por dirigir dramas cultos como Love (1927), Grand Hotel (1932) com Greta Garbo e Joan Crawford, Dark Victory (1939) com Bette Davis e The Razor's Edge (1946) com Gene Tierney e Tyrone Power. Dirigiu também o clássico filme noir Nightmare Alley (1947), com Tyrone Power e Joan Blondell, e o drama de ação The Dawn Patrol. Ele também foi um compositor, compositor e produtor de sucesso. 

## Biografia
Antes de se mudar para o cinema, Goulding era ator, dramaturgo e diretor nos palcos de Londres. 

Entrevistado sobre sua biografia de Goulding, Dark Victory (2009) de Edmund Goulding, o historiador de cinema Matthew Kennedy afirmou: 
 Ele não apenas dirigiu muitos tipos de filmes, mas assumiu várias funções em cada set. Embora ele normalmente não recebesse crédito, ele co-escreveu muitos roteiros, compôs músicas incidentais, produziu e até consultou sobre maquiagem, figurinos e penteados. Seu único ponto cego na produção parece ser a câmera...Ao filmar uma cena, Eddie pretendia capturar artistas da melhor e mais verdadeira verdade, mas deixou a mecânica de filmar para os cinegrafistas ... ele parecia adepto de quase tudo - comédia (Everybody Does It, We’re Not Married! ), dramas de conjunto (Grand Hotel), relações familiares White Banners, Claudia), guerra (The Dawn Patrol, We Are Not Alone), psiquiatria (The Flame Within), show business (Blondie of the Follies), relacionamentos (The Devil's Holiday, Riptide) e até o existencialismo (The Razor's Edge) e as artes sombrias do espiritismo (Nightmare Alley).  
 Ele morreu durante uma cirurgia cardíaca no Hospital Cedars of Lebanon em Los Angeles, Califórnia, em 24 de dezembro de 1959. Foi enterrado no Forest Lawn Memorial Park, em Glendale, Califórnia.

## Filmografia selecionada
- The Quest of Life  (1916)
- The Silent Partner (1917)
- The Imp (1919)
- Dangerous Toys (1921)
- Peacock Alley (1922)
- Dark Secrets (1923)
- Dante's Inferno (1924)
- Dancing Mothers (1926)
- The Grand Parade (1930)
- Blondie of the Follies (1932)
- Grand Hotel (1932)
- Riptide (1934)
- A Night at the Opera (1935)
- White Banners (1938)
- We Are Not Alone (1939)
- The Shocking Miss Pilgrim (1947)
- Teenage Rebel (1956)
- Mardi Gras (1958)